# Bob Luman
Robert „Bob“ Glynn Luman (* 15. April 1937 in Nacogdoches, Texas; † 27. Dezember 1978) war ein US-amerikanischer Country- und Rockabilly-Sänger.

## Leben

### Anfänge
Der gleichermaßen sport- und musikbegeisterte Luman stand kurz vor einer Karriere als professioneller Baseball-Spieler, als er ein Konzert des damals noch unbekannten Elvis Presley besuchte. Tief beeindruckt von dessen Bühnenshow und der ekstatischen Reaktion des jungen Publikums, beschloss er, selbst Musiker zu werden. Der Gewinn eines Talentwettbewerbs ermöglichte ihm einen Auftritt beim Louisiana Hayride. Er nutzte seine Chance und wurde bald regelmäßiger Gast der Radioshow.
Bei verschiedenen kleineren Labels wurden erfolglose Rockabilly-Singles eingespielt. Einige Male trat er im Fernsehen auf und erhielt sogar eine kleinere Filmrolle.

### Karriere
Obwohl er sich in der Musikszene etabliert hatte, blieb Luman der große Durchbruch zunächst versagt. 1959 erhielt er ein Vertragsangebot eines Baseball-Profi-Clubs. Aus einer Laune heraus verkündete er während eines Konzerts, dass er sich für eine Karriere als Baseball-Profi entschieden habe und sich aus dem Musikgeschäft zurückziehen würde. Zufälligerweise waren die Everly Brothers anwesend und überredeten ihn, weiterzumachen. Sie schlugen ihm vor, den Song Let’s Think About Living aufzunehmen. Die Single wurde zu einem unvorhergesehen Erfolg. Sie verkaufte sich über eine Million Mal und platzierte sich hoch in den Country- und Pop-Charts.
Auch die Nachfolgesingle The Great Snowman wurde zum Hit. Bob Luman hatte es geschafft, wurde aber kurz darauf für zwei Jahre zum Militär eingezogen. Es gelang ihm allerdings, die Karriere nach seiner Entlassung fortzusetzen. Weitere Singles schafften es in die Top-20. Sein größter Erfolg war 1972 Lonely Women Make Good Lovers, das 1984 ebenso erfolgreich von Steve Wariner gecovert wurde. Musikalisch orientierte er sich zunehmend in Richtung traditioneller Country-Musik. Außerdem trat er regelmäßig in der Grand Ole Opry und im Fernsehen auf.
1975 erlitt er einen Herzinfarkt und musste mehrere Monate in einem Krankenhaus verbringen. Sein Gesundheitszustand blieb labil. Am 27. Dezember 1978 verstarb Bob Luman im Alter von 41 Jahren an den Folgen einer Lungenentzündung.

## Diskografie (Alben)
- 1960: Let’s Think About Livin’
- 1965: Bob Luman’s Livin’ Lovin’ Sounds
- 1968: Ain’t Got Time To Be Unhappy
- 1969: Come On Home And Sing The Blues To Daddy
- 1970: Gettin’ Back To Norma
- 1971: Is It Any Wonder That I Love You
- 1971: A Chain Don’t Take To Me
- 1972: When You Say Love
- 1972: Lonely Women Make Good Lovers
- 1973: Neither One of Us
- 1974: Red Cadillac & Black Mustache
- 1974: Still Loving You
- 1976: A Satisfied Mind
- 2008: Bob Rocks (Bear Family)